# Yoel Rodríguez
Yoel Rodríguez Oterino (ur. 28 sierpnia 1988) – hiszpański piłkarz grający na pozycji bramkarza. Obecnie jest zawodnikiem SD Eibar.

## Kariera klubowa
Yoel urodził się w Vigo i jest wychowankiem lokalnej Celty Vigo. W sezonie 2009/10 został włączony do pierwszej drużyny, która występowała wtedy w drugiej lidze. 10 lutego 2010 roku po dobrych występach w Pucharze Króla, został powołany do reprezentacji U-21 prowadzonej przez Juana Ramóna Lópeza.
W sezonie 2011/12 był podstawowym bramkarzem klubu. Zagrał w 25 spotkaniach, a Galisyjczycy powrócili do La Liga po pięciu latach. W następnym sezonie został wypożyczony do CD Lugo, występującego w Segunda División.
W sezonie 2013/14 powrócił do Celty i zadebiutował w La Liga meczem domowym z RCD Espanyol.
31 lipca 2014 roku został wypożyczony do Valencii.